# スモーキー (オリンピックのマスコット)
スモーキー (Smoky、またはSmokey) は1932年夏季オリンピック のオリンピック村のマスコットキャラクターであり、後にオリンピック全体の公式キャラクターとなった犬である。また、オリンピックマスコットの最初の例と言われることもある。
スモーキーはオリンピック選手村の建設が始まってすぐに姿を現し、1932年1月2日の選手村起工日と同日に生まれたとする説が存在する。祖先がわからない雑種の黒い小型犬であり、スコティッシュ・テリア、ブルドッグ、オーストラリアン・ケルピーなど様々な種からなる雑種であるとみなされている。 スモーキーは全ての国のアスリートと一緒にポーズをとり、様々な国のメダル、ピン、バッジが留められたブランケットを与えられた。しかし、大会中に何度か骨折している。スモーキーは7月14日に突然行方不明になるものの、翌日には戻ってきた。
大会終了後は家庭のペットになったが、1934年4月にスピード超過の運転手に轢かれて死亡した。